# Юй Хун
Юй Хун (кит. трад. 喻紅, упр. 喻红, пиньинь Yù Hóng, палл. Юй Хун; род. в 1966 году) — современная китайская художница. Её работы характеризуют женские взгляды на всех этапах жизни, отношения между человеком и быстрыми социальными изменениями, происходящими в Китае. В основном, она работает с масляной краской, пастелью, а также тканевой краской на холсте и шелке. Юй Хун обычно называют одной из ведущих женщин-художников Китая. Её работы славятся своей открытостью и правдивостью.

## Биография
Юй Хун родилась в Сиане, провинция Шэньси, в 1966 году. В 1988 году в Пекине закончила обучение на факультете масляной живописи в Центральной академии художеств. Там она проходила обучение технике изобразительного реализма. В начале своей карьеры в её картинах сочетались реалистичные портреты с сюрреалистической обстановкой. Однако, по мере того, как она саморазвивалась, её интерес к сюрреализму со временем пропал. Вместо этого Юй Хун больше сосредоточилась на навыках наблюдения и стала акцентировать внимание на изображении портретов и тела человека. Летом 1993 года она вышла замуж за китайского художника Лю Сяодуна и вскоре стала матерью.
В 1995 году Юй Хун получила степень магистра искусств в области масляной живописи в Центральном институте искусств Пекина. Кроме того, она вместе с небольшой группой своих коллег стали известны как художники «Нового поколения», которые прославились работами фигуративной живописи.
В настоящее время Юй Хун занимает должность профессора масляной живописи в Центральной академии художеств в Пекине.

## Работы
Юй Хун преимущественно работает с женскими образами. В истории китайского искусства женщины часто изображались занятыми повседневными домашними делами Работы Юй Хун отличаются тем, что она уважает женщину как личность на всех этапах её жизни, от детства до зрелости. Она не наполняет образы символикой или сентиментальностью. Люди, которых она изображает, являются её близким окружением — это друзья и члены семьи. Юй Хун подчеркивает красоту в тонкостях повседневной жизни, дружбы, любви и воздействия социальных и политических перемен на людей. Её стиль часто подвергается критике..

## Серии картин

### «Свидетель роста»
В 2000 году Юй Хун начала работать над серией картин «Свидетель роста». Каждая картина из данной серии отображает этап из её жизни, начиная с раннего детства. Изображение представляет собой квадратный холст, на котором представлен своеобразный автопортрет. Создавая произведения этой серии, Юй Хун основывалась на собственных фотографиях Она не уделяет особого внимания сохранению внешнего образа. Художница использует различные композиции и цвета, чтобы запечатлеть личные чувства или переживания, которые она испытывала в тот момент. Для изображения своего 29-го года жизни она нарисовала два портрета. На одном она изобразила себя беременной, а на другом с грудным ребёнком на руках. Начиная с этого момента Юй Хун стала рисовать свою маленькую дочь, пытаясь вести и её хронику жизни. «Свидетель роста» — это самоанализ художника и её окружения. Связывая себя с событиями, которые происходили вокруг неё, Юй Хун выставляет свою личную жизнь на критический уровень. Сопоставление социальных и политических событий с личными моментами создает некую напряженность изображений. «Я показываю связь между событиями, которые происходили в моей жизни и событиями, которые происходили в Китае от начала культурной революции и до настоящего времени». — Юй Хун..

### «Она»
В 2003 году Юй Хун создаёт новую серию картин под названием «Она». По её словам, художница изображала только тех женщин, которых знала лично, и поэтому она имела возможность в точности описать происходящие в их жизни события.
Среди картин были: «Она: красивая писательница Чжао Бо», «Она: ученица художественной школы», «Она: тибетская женщина Чжоу Ма» и другие. Эти произведения подчеркивают роль современной женщины в китайском обществе.
В частности, на картине «Она: красивая писательница Чжао Бо» Юй Хун запечатлела образ жизни успешной молодой женщины в Китае начала 2000-х годов. Всплески яркого цвета демонстрируют живописную манеру китайской художницы.

### «Золотой горизонт/небо»
В серии картин «Золотой горизонт/небо» были представлены работы с использованием золотой фольги. Данная серия состоит из четырёх картин. Каждое произведение было изображено на потолке галереи. Юй Хун выбрала этот метод для того, чтобы придать некую религиозную значимость своих работ.
«Золотая серия посвящена древним и современным отношениям Запада и Китая. Я думаю, что золотой цвет является особенным и идеально подходит для определения китайской истории» — Юй Хун.

## Выставка «Сад грез»
«Сад грез» — это персональная выставка художницы, которая была представлена в музее искусств Центральной Академии Художеств в 2016 году. На выставке были представлены 19 работ из одноимённой серии. На картинах запечатлены персонажи современной истории и события конца XX — начала XXI веков. Однако фоном произведений были традиционные китайские сады. Юй Хун объединила и сопоставила между собой древнее и современное.
Многие критики считают, что в данной серии работ проявляется влияние такого художника, как Иероним Босх и его триптиха «Сад земных наслаждений».
«Я хочу соединить разнообразные элементы древнего и современного мира. Это является моей реакцией на различные события, которые происходили в последние десятилетия истории Китая». — Юй Хун.